# Pietro Andrea Ziani

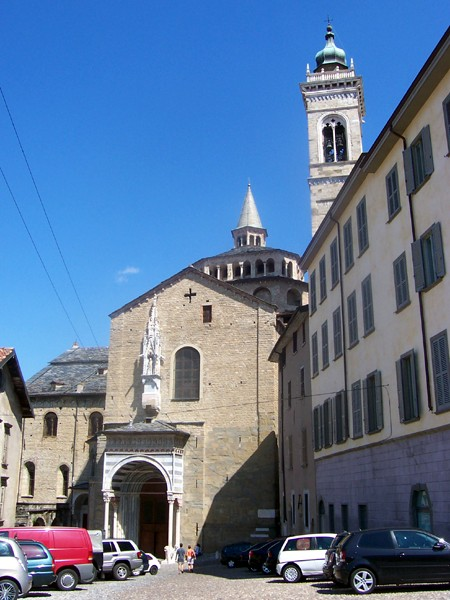
De Santa Maria Maggiore in Bergamo

Pietro Andrea Ziani ( 21 december 1616 in Venetië; † 12 februari 1684 in Napels) was een Italiaans organist, en componist. Ziani is een belangrijke vertegenwoordiger van de vroege Venetiaanse barokopera.

## Biografie
Ziani was de oom van componist Marc Antonio Ziani; over zijn leerjaren is niet veel bekend. Zijn eerste aanstelling verkreeg hij als organist in de San Salvatore in Venetië, waar hij in 1639 als diaken werd aangesteld. Tijdens het carnaval in 1654 werd zijn eerste opera opgevoerd. Van mei 1657 tot juni 1659 was hij werkzaam in Bergamo. In 1660 legde hij contacten met het huis Habsburg. In 1662 trok hij naar Innsbruck en een jaar later werd hij aangesteld in Wenen bij de hofkapel. Rond de jaarwisseling eind 1666 was hij actief in Dresden bij de bruiloft van Johan George III van Saksen en prinses Anna Sophia van Denemarken .
Hij werd in 1669 de opvolger van Francesco Cavalli als eerste organist in de San Marco in Venetië. Vanaf 1677 had Ziani contact met het onderkoning van Napels, maar waar hij pas in 1680 een functie als organist aan het hof verkreeg en vanaf 1680 tot hofkapelmeester benoemd werd.
Op Oudejaarsavond 1680 vond de première plaats Le fatiche d'Ercole per Deianira (dramma per musica, libretto di Aurelio Aureli, 1662, Venezia) in Amsterdam op het terrein van de gebroeders Hemony.
- Bibsys: 99009970
- Biblioteca Nacional de España: XX1763494
- Bibliothèque nationale de France: cb123281922 (data)
- CiNii: DA13113021
- Gemeinsame Normdatei: 118204629
- International Standard Name Identifier: 0000 0000 8135 4986
- Library of Congress Control Number: n87804805
- MusicBrainz: e3d1192e-2a92-42a6-9e6b-281112438e9c
- Nationale Bibliotheek van Tsjechië: jx20100604009
- Nationale bibliotheek van Australië: 35767176
- Nationale Bibliotheek van Israël: 987011245372805171
- Nederlandse Thesaurus van Auteursnamen: 165992794
- Istituto Centrale per il Catalogo Unico: MILV109676
- SNAC: w6348trz
- Système universitaire de documentation: 147902665
- Trove: 1078124
- Virtual International Authority File: 56680365
- WorldCat: E39PBJwxPbmWfKGdJYVpMrQXh3